# Ljubav (2012.)
Ljubav (fra. Amour) je austrijski film iz 2012. godine snimljen na francuskom jeziku austrijskog redatelja Michaela Hanekea u kojem su glavne uloge ostvarili Jean-Louis Trintignant, Emmanuelle Riva i Isabelle Huppert. Radnja filma fokusirana je na stariji bračni par, Anne i Georgesa, umirovljene učitelje glazbe čija kćerka živi u inozemstvu. Anne doživi moždani udar zbog čega joj jedna strana tijela ostaje paralizirana. Film je ko-produkcija između francuskih, njemačkih i austrijskih kompanija Les Films du Losange, X-Filme Creative Pool i Wega Film.
Svoju međunarodnu premijeru film je imao na filmskom festivalu u Cannesu 2012. godine gdje je osvojio Zlatnu palmu. Izabran je kao austrijski predstavnik za strane filmove na Oscarima iste godine. Na dodjeli Europskih filmskih nagrada film je nominiran u šest kategorija od čega je osvojio četiri uključujući one za najbolji film i redatelja. Nacionalno udruženje filmskih kritičara proglasilo je film najboljim 2012. godine, Hanekea najboljim redateljem godine, a Rivu najboljom glavnom glumicom. Film je nominiran u četiri kategorije za britansku nagradu BAFTA uključujući one za najboljeg redatelja i glavnu glumicu. Također, film je dobio 5 nominacija za prestižnu filmsku nagradu Oscar uključujući one za najbolji film, najbolju glavnu glumicu (Emmanuelle Riva), najbolji originalni scenarij (Haneke), najboljeg redatelja (Haneke) i najbolji strani film. U dobi od 85 godina života, Emmanuelle Riva postala je najstarijom glumicom nominiranom za Oscara u povijesti dodjeljivanja ove nagrade. Uz sve to, film je dobio i 10 nominacija za francusku nagradu Cesar uključujući one za najbolji film, redatelja, glumca i glumicu.

## Vanjske poveznice
- Ljubav u internetskoj bazi filmova IMDb-a
- Ljubav na Box Office Mojo
- Ljubav na Rotten Tomatoes